# ブルーマウンテン
ブルーマウンテン（英語: Blue Mountain）は、ジャマイカにあるブルーマウンテン山脈の標高800から1,200 mの限られた地域で栽培されるコーヒー豆のブランドである。

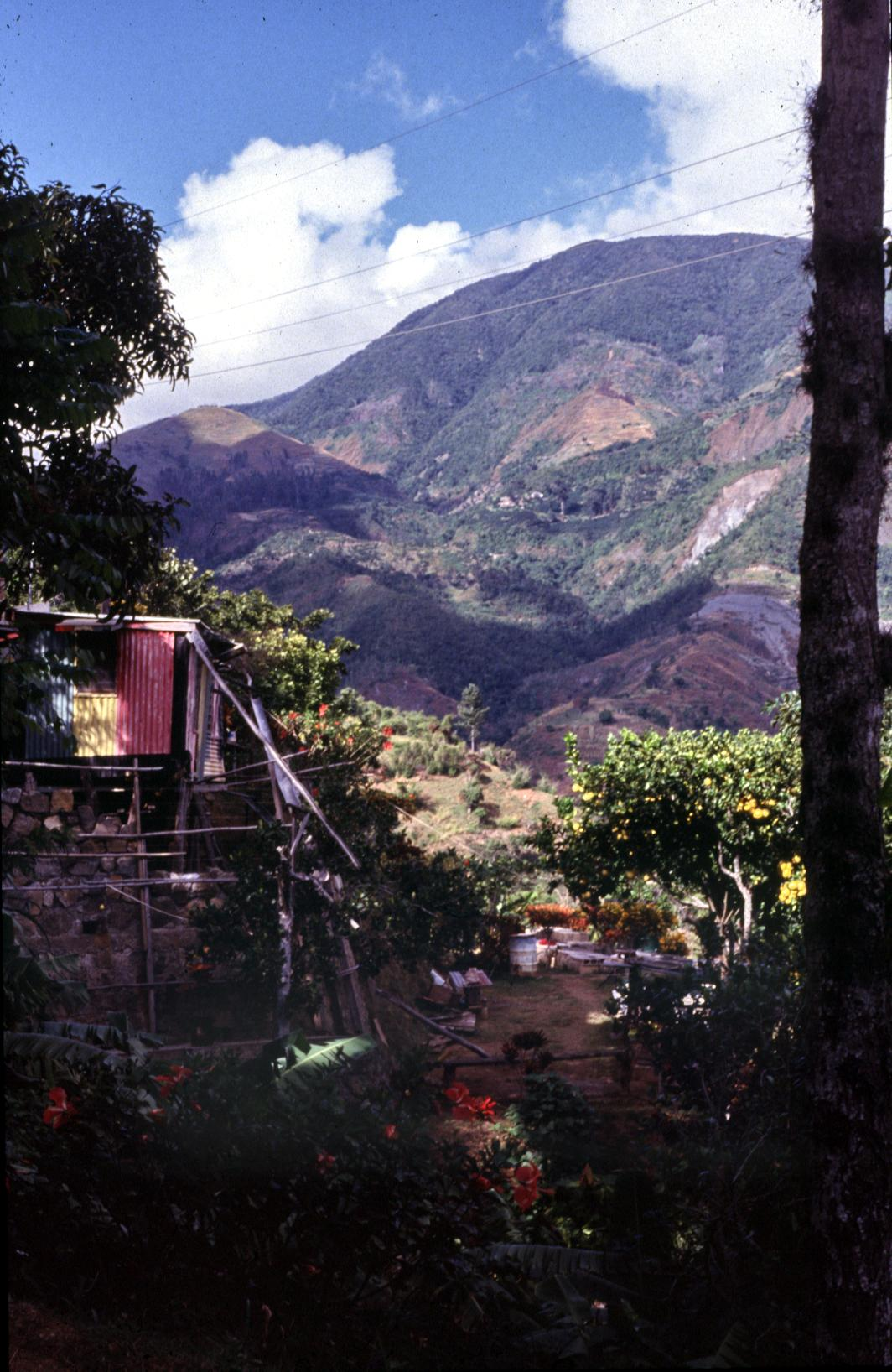
ジャマイカのブルーマウンテン

ブルーマウンテンの特徴として、香りが非常に高く、繊細な味であることが挙げられる。香りが高いため、他の香りが弱い豆とブレンドすることが多い。
限られた地域でしか栽培されないため、収穫量が極めて少なく、高価な豆としても知られている。豆の品種は、他のジャマイカ産の豆と同じ物であるが、過酷な環境により栽培され、厳密な検査により選別された結果、繊細な味を実現している。ジャマイカから輸出する際、他のコーヒー豆なら麻袋等に入れるところ、ブルーマウンテンに限り木の樽で出荷される。

## ブランド戦略と偽ブランド
本来、「ブルーマウンテン山脈」の標高800から1,200 mの特定地域以外が産地のコーヒーには、「ブルーマウンテン」という名前をつけることができない。
しかし、日本に輸入されている豆の多くは、標高800 m以下の麓で栽培されたにもかかわらず「ブルーマウンテン」の名を付けられたものであることが多い。そのため、本来のブルーマウンテンを入手することは極めて難しい。国内での「ブルーマウンテン」販売量は、正規輸入量の3倍という事態になっている。
生豆でも1 kg当たり4,000から5,000円（2013年の相場）もするため、かなり高価なコーヒーとなる。喫茶店などで一般向けに出すにも数が出ないため、置くことが極めて困難な豆とも言われている。

### パプアニューギニア産のコーヒー
1930年代、ジャマイカからパプアニューギニアの東部山岳州、西部山岳州一帯にブルーマウンテンの苗木が移入され、一大産地となった。当地では、標高が1,000 m以上と高く、気候も本家のジャマイカと似ていたことから、高い品質の豆の生産が可能になった。過去、日本では、これらパプアニューギニアの豆をブルーマウンテンとして扱っていたほか、現在でもブルーマウンテンを連想する名が冠せられて流通していることがある。

## その他
ジャマイカのブルーマウンテンコーヒーの80%以上が日本に輸出されている。1936年（昭和11年）に初輸入された際に、「英国王室御用達コーヒー」というキャッチフレーズが付けられた。当時ジャマイカは英国領であり、英国王室でも飲まれているだろうという憶測が元になったと言われており、根拠はない。結果的にこの宣伝活動が大当たりし、よく売れたとともに日本におけるブルーマウンテン神話が始まり、今日まで続いている。